# À travers les grandes plaines
Pour les articles homonymes, voir Across the Plains.
À travers les grandes plaines (Across the Plains) est un récit de voyage de Robert Louis Stevenson. Il retrace la seconde étape de son voyage vers la Californie réalisé en 1879. D'abord publié sous forme d'articles dans la revue Longman's Magazine en juillet et août 1883, le récit parait en volume chez Chatto & Windus en 1892.

## Résumé
Ayant réalisé la traversée de l'Atlantique depuis Glasgow dans les conditions décrites dans la première partie de L'Émigrant amateur, Stevenson débarque à New York. Commence alors la traversée des États-Unis, d'est en ouest pour rallier San Francisco en Californie, au terme d'un voyage en train de douze jours.

## Commentaire
À travers les grandes plaines est la deuxième partie de L'Émigrant amateur.

## Sources
- La Route de Silverado, recueil de la correspondance et des textes de Stevenson durant son voyage et son séjour en Californie.